# Ben Folds Five
Ben Folds Five sind eine klavierdominierte Rockband mit drei Mitgliedern, gegründet in Chapel Hill, North Carolina. Die Band besteht aus Ben Folds (Leadsänger, Pianist/Keyboarder, Songwriter), Robert Sledge (E-/Kontrabass) und Darren Jessee (Schlagzeug).

## Karriere
Ab Mitte der 1990er Jahre veröffentlichten Ben Folds Five fünf Alben, die ihnen eine treue Fangemeinde und viel Kritikerlob bescherten. Vor allem der Verzicht auf Gitarren zu Gunsten von Folds’ treibendem Klavierspiel wurde in der Indierock-Szene als originell empfunden. Ben Folds selbst bezeichnete den Musikstil der Band als punk rock for sissies.
Nachdem sich die Band 2000 aufgelöst hatte, setzte Ben Folds seine vormals begonnene Solokarriere fort und veröffentlichte Soloalben unter eigenem Namen. Nachdem die Band schon 2008 für ein Konzert wieder zusammenkam, erschien am 14. September 2012 ein neues Ben Folds Five-Album namens The Sound Of The Life Of The Mind. Es griff den bandeigenen Sound der 1990er wieder auf. Von Kritikern wurde das Album wohlwollend begrüßt.
Der oftmals Verwirrung stiftende Bandname soll laut Folds darauf zurückgehen, dass Ben Folds Five sich einfach besser anhöre als Ben Folds Three.

## Diskografie

### Studioalben
| Jahr | Titel                                          | Höchstplatzierung, Gesamtwochen, AuszeichnungChartplatzierungen (Jahr, Titel, Platzierungen, Wochen, Auszeichnungen, Anmerkungen) | Höchstplatzierung, Gesamtwochen, AuszeichnungChartplatzierungen (Jahr, Titel, Platzierungen, Wochen, Auszeichnungen, Anmerkungen) | Anmerkungen                              |
| Jahr | Titel                                          | UK | US | Anmerkungen                              |
| ---- | ---------------------------------------------- | --- | --- | ---------------------------------------- |
| 1995 | Ben Folds Five                                 | UK— SilberUK | — | Erstveröffentlichung: 8. August 1995     |
| 1997 | Whatever and Ever Amen                         | UK30 Gold · (5 Wo.)UK | US42 Platin · (40 Wo.)US | Erstveröffentlichung: 18. März 1997      |
| 1999 | The Unauthorized Biography of Reinhold Messner | UK22 (3 Wo.)UK | US35 (9 Wo.)US | Erstveröffentlichung: 27. April 1999     |
| 2012 | The Sound of the Life of the Mind              | UK40 (1 Wo.)UK | US10 (4 Wo.)US | Erstveröffentlichung: 18. September 2012 |

### Livealben
| Jahr | Titel | Höchstplatzierung, Gesamtwochen, AuszeichnungChartsChartplatzierungen (Jahr, Titel, Platzierungen, Wochen, Auszeichnungen, Anmerkungen) | Anmerkungen                        |
| Jahr | Titel | US | Anmerkungen                        |
| ---- | ----- | --- | ---------------------------------- |
| 2013 | Live  | US154 (1 Wo.)US | Erstveröffentlichung: 4. Juni 2013 |

### Kompilationen
| Jahr | Titel             | Höchstplatzierung, Gesamtwochen, AuszeichnungChartplatzierungen (Jahr, Titel, Platzierungen, Wochen, Auszeichnungen, Anmerkungen) | Höchstplatzierung, Gesamtwochen, AuszeichnungChartplatzierungen (Jahr, Titel, Platzierungen, Wochen, Auszeichnungen, Anmerkungen) | Anmerkungen                           |
| Jahr | Titel             | UK | US | Anmerkungen                           |
| ---- | ----------------- | --- | --- | ------------------------------------- |
| 1998 | Naked Baby Photos | UK65 (1 Wo.)UK | US94 (4 Wo.)US | Erstveröffentlichung: 13. Januar 1998 |

### Singles
| Jahr | Titel Album                                          | Höchstplatzierung, Gesamtwochen, AuszeichnungChartsChartplatzierungen (Jahr, Titel, Album, Platzierungen, Wochen, Auszeichnungen, Anmerkungen) | Anmerkungen                        |
| Jahr | Titel Album                                          | UK | Anmerkungen                        |
| ---- | ---------------------------------------------------- | --- | ---------------------------------- |
| 1996 | Where’s Summer B.? Ben Folds Five                    | UK76 (1 Wo.)UK | Erstveröffentlichung: Juni 1996    |
| 1996 | Underground Ben Folds Five                           | UK37 (2 Wo.)UK | Erstveröffentlichung: August 1996  |
| 1997 | Battle of Who Could Care Less Whatever and Ever Amen | UK26 (3 Wo.)UK | Erstveröffentlichung: Februar 1997 |
| 1997 | Kate Whatever and Ever Amen                          | UK39 (2 Wo.)UK | Erstveröffentlichung: Mai 1997     |
| 1998 | Brick Whatever and Ever Amen                         | UK26 (3 Wo.)UK | Erstveröffentlichung: April 1998   |
| 1999 | Army The Unauthorized Biography of Reinhold Messner  | UK28 (2 Wo.)UK | Erstveröffentlichung: April 1999   |

## Auszeichnungen für Musikverkäufe
| Goldene Schallplatte - Australien - 1998: für die Single Brick - Kanada - 1998: für das Album Whatever and Ever Amen | Platin-Schallplatte - Australien - 1998: für das Album Whatever and Ever Amen |

Anmerkung: Auszeichnungen in Ländern aus den Charttabellen bzw. Chartboxen sind in ebendiesen zu finden.
| Land/RegionAuszeichnungen für Musikverkäufe (Land/Region, Auszeichnungen, Verkäufe, Quellen) | Silber  | Gold     | Platin     | Verkäufe  | Quellen         |
| -------------------------------------------------------------------------------------------- | ------- | -------- | ---------- | --------- | --------------- |
| Australien (ARIA)                                                                            | —       | Gold1    | Platin1    | 105.000   | aria.com.au     |
| Kanada (MC)                                                                                  | —       | Gold1    | —          | 50.000    | musiccanada.com |
| Vereinigte Staaten (RIAA)                                                                    | —       | —        | Platin1    | 1.000.000 | riaa.com        |
| Vereinigtes Königreich (BPI)                                                                 | Silber1 | Gold1    | —          | 160.000   | bpi.co.uk       |
| Insgesamt                                                                                    | Silber1 | 3× Gold3 | 2× Platin2 |           |                 |